# Хункяр джамия (Дебър)
Вижте пояснителната страница за други значения на Хункяр джамия.
Фатих Султан Мехмед джамия (на македонска литературна норма: Фатих Султан Мехмед џамија) е най-старата запазена джамия в град Дебър, Северна Македония. Известна е и като Хункяр джамия или Инкяр джамия (на македонска литературна норма: Хунќар, Инкјар на турски: Hünkâr), тоест царска, султанска джамия.

## История
Според надписа над входа на джамията, изписан с неправилно сюлюс писмо на пет реда, храмът е построен в 872 от хиджра (= 1467/1468 година от Христа). Изписана е и годината на нейното възстановяване – 1357 от хиджра, сметната като 1941. Това е грешка, тъй като 1357 от хиджра е 1938/1939 година. Джамията е построена като вакъф на султан Мехмед II (1451 – 1481). Разположена е в просторен двор с много стари гробове с надгробни камъни с богата украса.

## Архитектура
В архитектурно отношение храмът представлява постройка с правоъгълна основа с размери 12,70 х 9,38 m, покрита с покрив на четири води. Молитвеното пространство, харима, е запазено в автентичния си вид. Вътре е михрабът – ниша със скромна сталактитна украса. Минбарът и махвилът са изградени по-късно. Дървеният таван вероятно е подновен при ремонта през 1941 година. Тремът, който се намира на северозападната страна, също е добавен при някое от подновяванията на храма. Тремът е на десет кръгли колони и е затворен вероятно при ремонта на джамията преди Втората световна война, като между стълбовете са поставени девет прозореца и целият трем е покрит със същия покрив като джамията.
Тънкото минаре, което е разположено на югозападната страна на джамията, е поставено на квадратен постамент и дава вертикалния акцент на джамията. Тялото на минарето е полигонално, а под шерефето има сталактитна украса. Джамията, въпреки че е със скромни архитектурни и декоративни елементи, е отражение на местното градителство от втората половина на XV век, в което доминират чисти и точни форми.
В двора на Фатих Султан Мехмед джамия се намира Шабан баба тюрбе.